# Kurt-Hiller-Park
Der Kurt-Hiller-Park liegt im Berliner Ortsteil Schöneberg an der Grunewaldstraße in der Nähe des U-Bahnhofs Kleistpark. Die frühere namenlose Brachfläche erhielt im Jahr 2000 den Namen des deutschen Schriftstellers und pazifistischen Publizisten Kurt Hiller (1885–1972). 

## Geschichte und Ausgestaltung

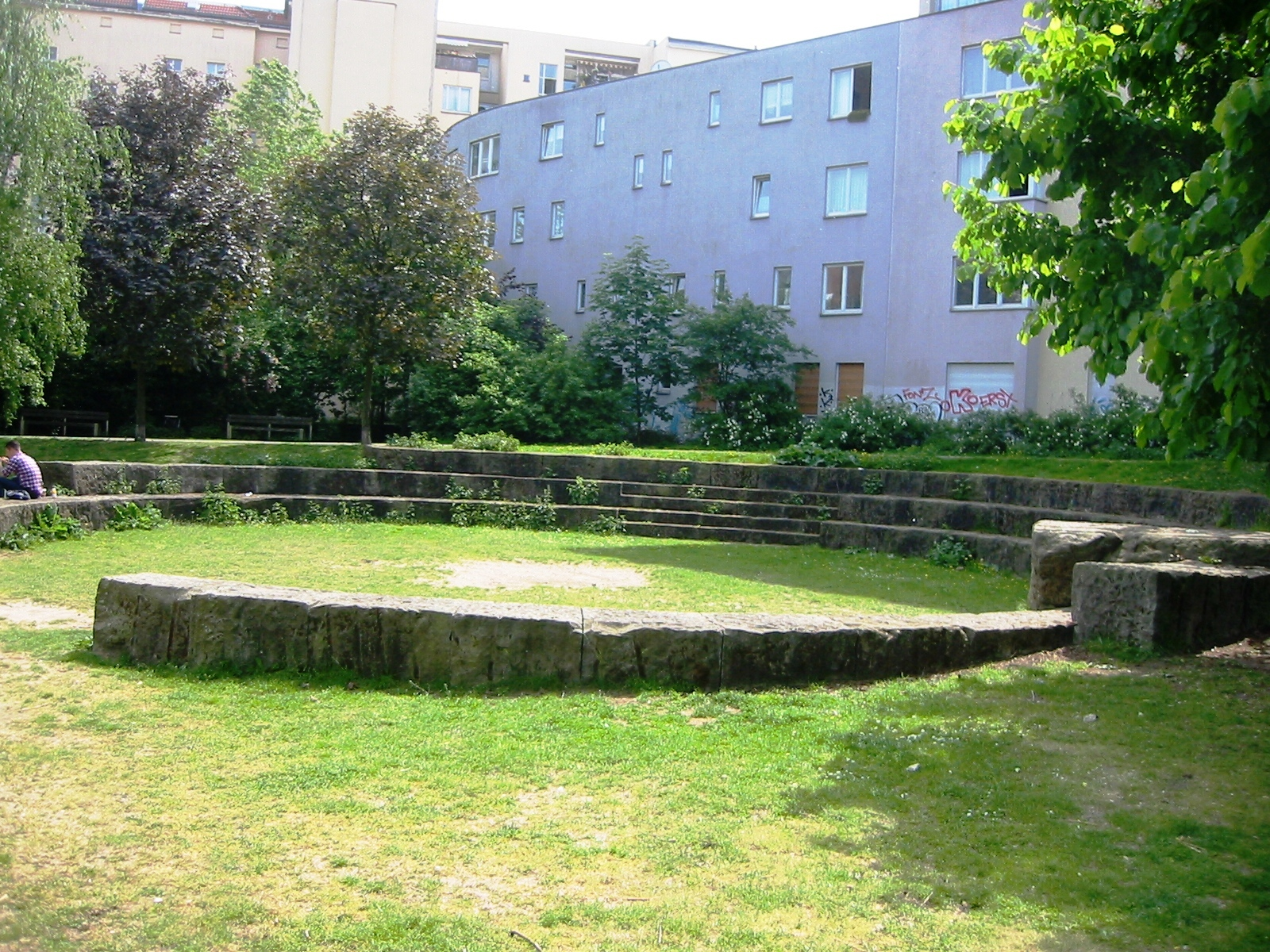
Amphitheater im Kurt-Hiller-Park

Der Park wurde Ende 2000 auf Initiative des Lesben- und Schwulenverbandes Berlin-Brandenburg nach Hiller benannt. Unterstützt worden war der Vorschlag unter anderem von der Sozialdemokratischen Partei Deutschlands, Ortsgruppe Schöneberg, den Lesben und Schwulen in der SPD und den schwulen Jungsozialisten.
Im Park befindet sich eine kleine Grünfläche, auf der zwei Boulodrome angelegt wurden. Die platzprägende Steinskulptur wurde von dem Berliner Bildhauer Ajit Kai Dräger entworfen und gefertigt. Neben einem Basketball- und einem Handballplatz wurden Steinskulpturen aufgestellt, die Hiller als „Mitbegründer der homosexuellen Bürgerrechtsbewegung“ ehren. Nachdem Kritiker bemängelt hatten, dass es anfangs keinerlei Hinweise auf den Park gab, wurde zunächst 2004 eine kleine Informationstafel mit einer kurzen Biografie von Hiller angebracht. Am 16. November 2021 wurde eine neue Gedenktafel für Kurt Hiller eingeweiht, die das Schaffen des Schriftstellers darstellt.
Der Park ist barrierefrei gestaltet, die Stele bietet die Erklärungen auch in Brailleschrift und enthält einen QR-Code, mit dem Interessenten weitere Details erfahren können.